# David Petraeus
David Howell Petraeus (Cornwall on Hudson, Condado de Orange, 7 de Novembro de 1952) é um ex-militar norte-americano e general do Exército dos Estados Unidos.
Em 2003, Petraeus entrou em combate pela primeira vez quando comandou a 101ª Divisão Aerotransportada, durante a movimentação do V Exército para Bagdá. Em junho de 2004, Petraeus  tornou-se o primeiro comandante da Força Multinacional de Segurança da Transição no Iraque, um ramo da Força Multinational no Iraque.
Foi chefe da Força Multinacional em solo iraquiano de 26 de janeiro de 2007 a 16 de setembro de 2008, incumbido de supervisionar as forças da coalizão. Em seguida, assumiu o Comando Central dos Estados Unidos (USCENTCOM) de 16 de outubro de 2008, permanecendo na função até 30 de junho de 2010. Suas últimas funções no Exército foram de comandante da Força Internacional de Assistência à Segurança (ISAF) e comandante das forças dos EUA no Afeganistão (USFOR-A), as quais exerceu de 4 de julho de 2010, quando substituiu o general Stanley A. McChrystal, até 18 de julho de 2011. Em agosto do mesmo ano ele se aposentou do exército depois de 37 anos de serviço. Depois disso, foi diretor da Central Intelligence Agency (CIA), de 6 de setembro de 2011 até 9 de novembro de 2012, quando pediu demissão do cargo após admitir um caso extraconjugal.

## Ligações com centros de tortura no Iraque
Em março de 2013, um documentário produzido pelo jornal The Guardian e pela  BBC mostrou as ligações entre o general Petraeus, o veterano de guerras sujas na América Central, coronel James Steele, e uma rede de centros de tortura no Iraque. Pela primeira vez, Petraeus foi associado a violações de direitos humanos. Segundo a apuração do Guardian/BBC, James Steele foi nomeado conselheiro especial pelo então secretário da Defesa dos Estados Unidos, Donald Rumsfeld, para ajudar a organizar os paramilitares, na tentativa de acabar com a insurgência sunita no Iraque. Um segundo conselheiro, o coronel James H. Coffman, trabalhava ao lado de Steele em centros de detenção criados e financiados, com milhões de dólares, pelos Estados Unidos. Coffman se reportava diretamente a general Petraeus, que fora enviado ao Iraque, em junho de 2004, para organizar e treinar as novas forças de segurança iraquianas. Steele, que permaneceu no Iraque de 2003 a 2005 e voltou ao país em 2006, reportava-se  diretamente a Rumsfeld. "Eles trabalhavam de mãos dadas", relatou o general  Muntadher al-Samari, que trabalhou com Steele e Coffman por um ano, enquanto os comandos estavam sendo organizados. "Nunca estavam separados, nas 40 ou 50 vezes em que eu os vi dentro dos centros de detenção. Eles sabiam tudo o que estava acontecendo lá... a tortura, os tipos mais horríveis de tortura". 